# Composició VI
Composició VI és un quadre de Vassili Kandinski del 1913, que es troba a l'Ermitage de Sant Petersburg.

## Descripció
Amb aquest quadre l'artista vol transmetre harmonia i espiritualitat mitjançant l'ús de formes no reals i colors harmònics i tranquils. Es creu que cada color provoca certes reaccions psicològiques.
En el quadre les formes, els colors, les línies no expressen realitat, totes les coses apareixen aparentment sense sentit unes enmig de les altres. Es veuen formes indefinides, halos de colors, taques de color que fan referència a coses que no es representen gràficament sobre el quadre. L'obra hauria d'evocar un gran diluvi (de fet, el quadre es basa en un quadre anterior sobre vidre que portava l'eloqüent títol de Diluvi universal) en què el caos creava nous elements i nova terra. En aquest quadre, que no respecta els cànons de realitat, es poden veure reflectits els sentiments més interiors.
El conjunt de quadres de Kandinski anomenat Composicions són quadres d'elaboració complexa i d'anàlisi i estudis previs. En aquest cas, el pintor va trigar sis mesos fins que no va començar a crear la pintura. Kandinski volia que aquest quadre representés a la vegada, una inundació, un baptisme, la destrucció i el renéixer. El procés de creació no va ser fàcil. La seva assistenta Gabrielle Munter li va aconsellar d'alliberar-se de l'esbós inicial, i a pensar en el terme alemany überflut ('inundació'), i en les sensacions acústiques que li transmetia; Kandinski va acabar la pintura en tres dies, entonant en tot moment la paraula überflut. Es creu que Kandinski patia sinestèsia, una condició que porta a algunes persones no sols a veure els colors sinó també a sentir-los.